# عينة طابع طابعة
طابع عينة الطابعة هو ملصقة تنتجه طابعة ويشبه طابع البريد، ولكنه لا يحمل أي صلاحية بريدية أو غيرها. غالبًا ما يتضمن اسم الطابع ويوضح قدراته في الطباعة. هذه الطوابع غير مخصصة للاستخدام، ولذلك يجب تمييزها عن طوابع الاختبار، مع أن كلاً من طوابع الاختبار وطوابع عينة الطابعة طوابع وهمية بالمعنى الأوسع للكلمة.

## دو لا رو
تحتوي مجموعة ريجينالد فيليبس في متحف والأرشيف البريد البريطاني على عدد من نماذج الطوابع التي أنتجتها شركة دو لا رو قبل عام 1900، والتي تحمل اسم الشركة وتوضح قدراتها في الطباعة لصالح مكتب البريد البريطاني.

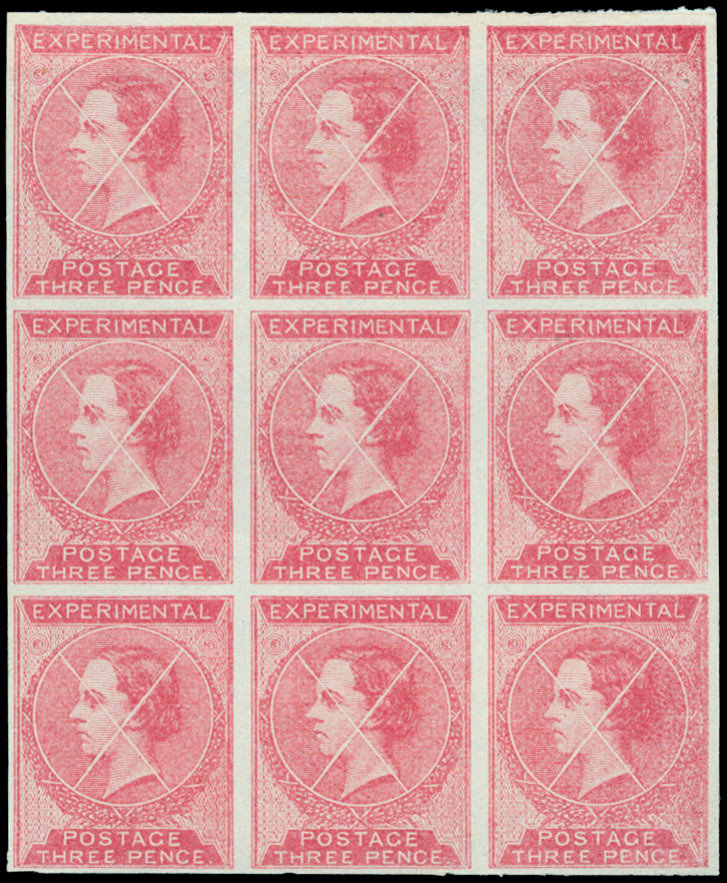
عينات طوابع طابعة بلون أحمر طبعت في مطابع دو لا رو عام 1861.
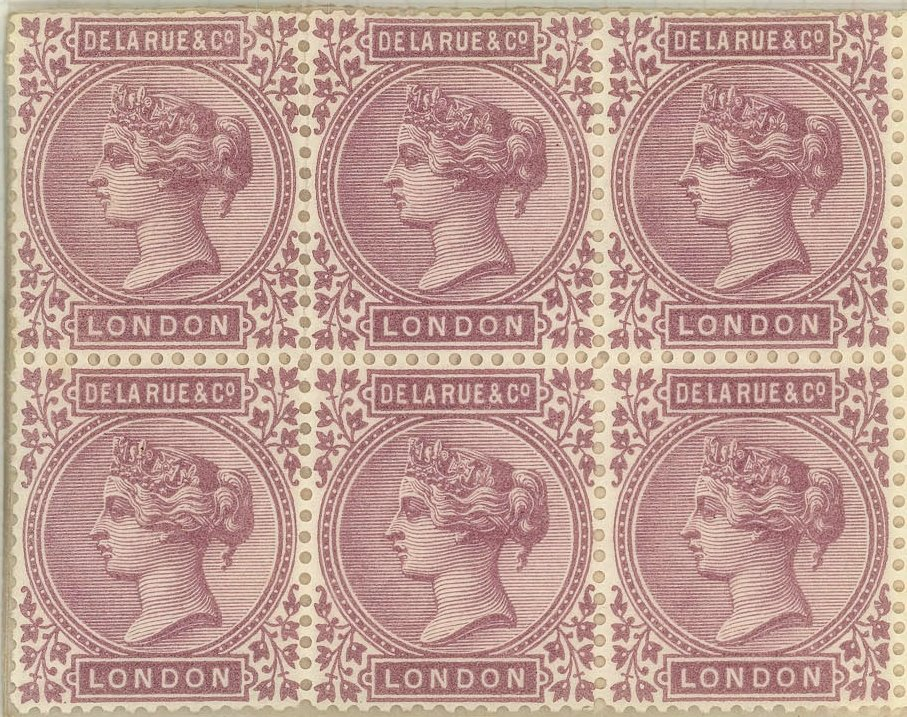
نماذج من الطوابع من دو لا رو أنتجت حوالي عام 1884 فيما يتعلق باقتراح كتيبات الطوابع.

## واترلو وأولاده
أنتجت شركة واترلو وأولاده العديد من الأوراق الصغيرة من نماذج الطوابع بنفس تصميم الطوابع الأصلية المُنتجة لعملائها، ولكن مع تغيير الألوان وتوشيح بعبارة "نموذج شركة واترلو وأولاده المحدودة" Waterlow and Sons باتجاه قطري. ثُقبت الطوابع في هذه الأوراق بثقب صغير في الزاوية لمنع استخدامها في البريد أو الإيرادات، وعُرضت في معرض بروكسل عام 1910. يُعلق كلايف أكرمان في كتابه "عرض طوابع الإيرادات: الضرائب والرسوم في أمريكا الجنوبية" (بالإنجليزية: The Presentation of Revenue Stamps: Taxes and Duties in South America) على أن الطوابع كانت تُصنع من قوالب قديمة.

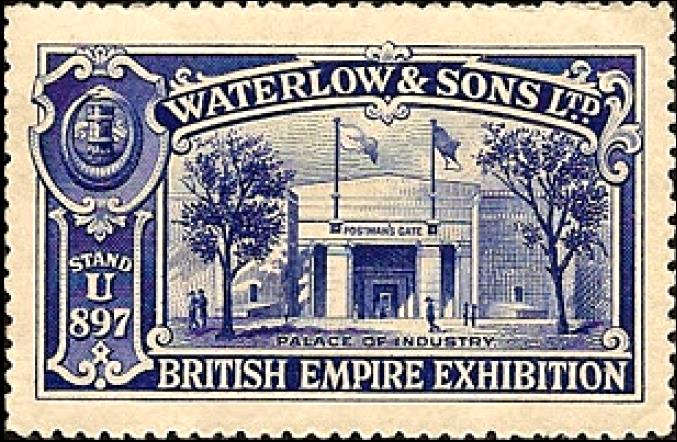
طابع بريدي نموذجي يعود تاريخه إلى عام 1924 من شركة واترلو وأولاده المحدودة
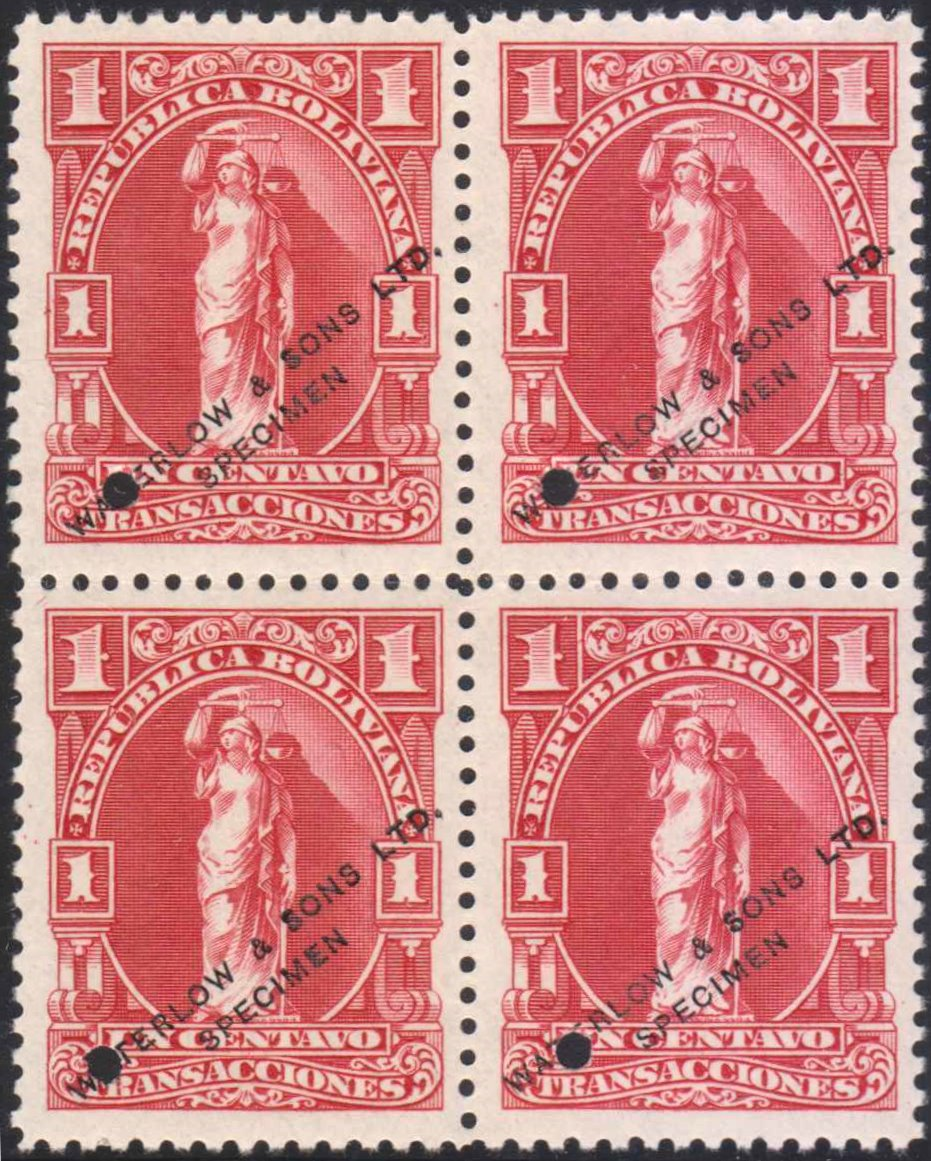
نماذج طوابع إيرادات بوليفية طبعت في مطابع شركة واترلو وأولاده
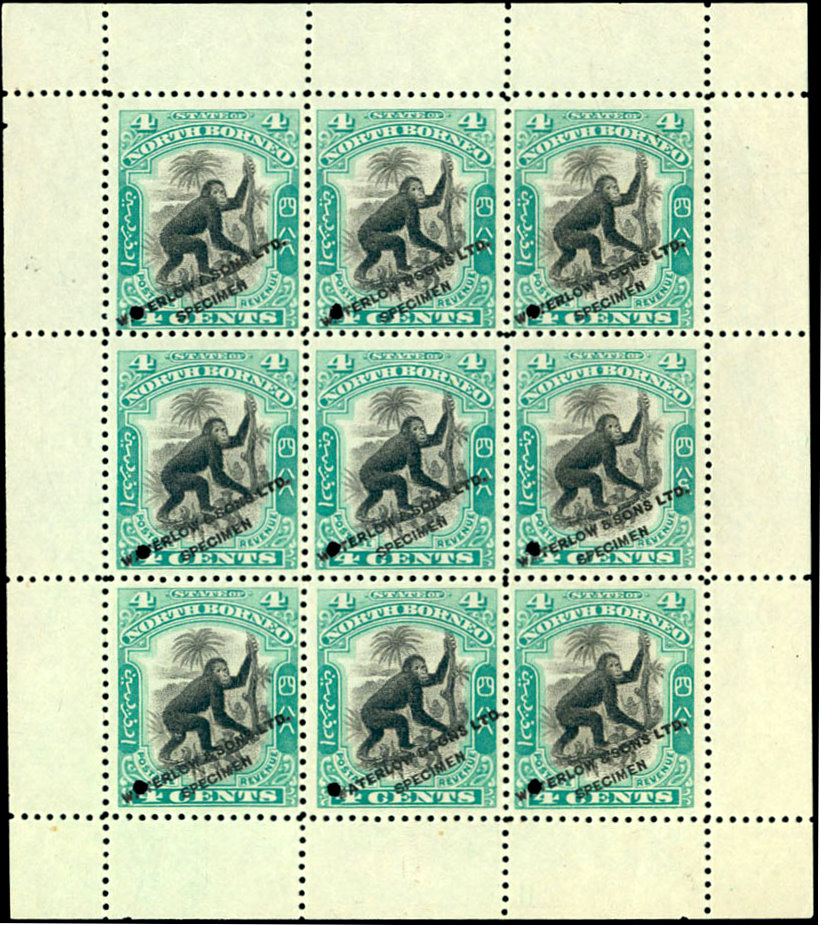
طوابع عينة من واترلو وأولاده لشمال بورنيو من إصدار 1897-1902 بالحجم النموذجي لورقة صغيرة بحجم 3 × 3.
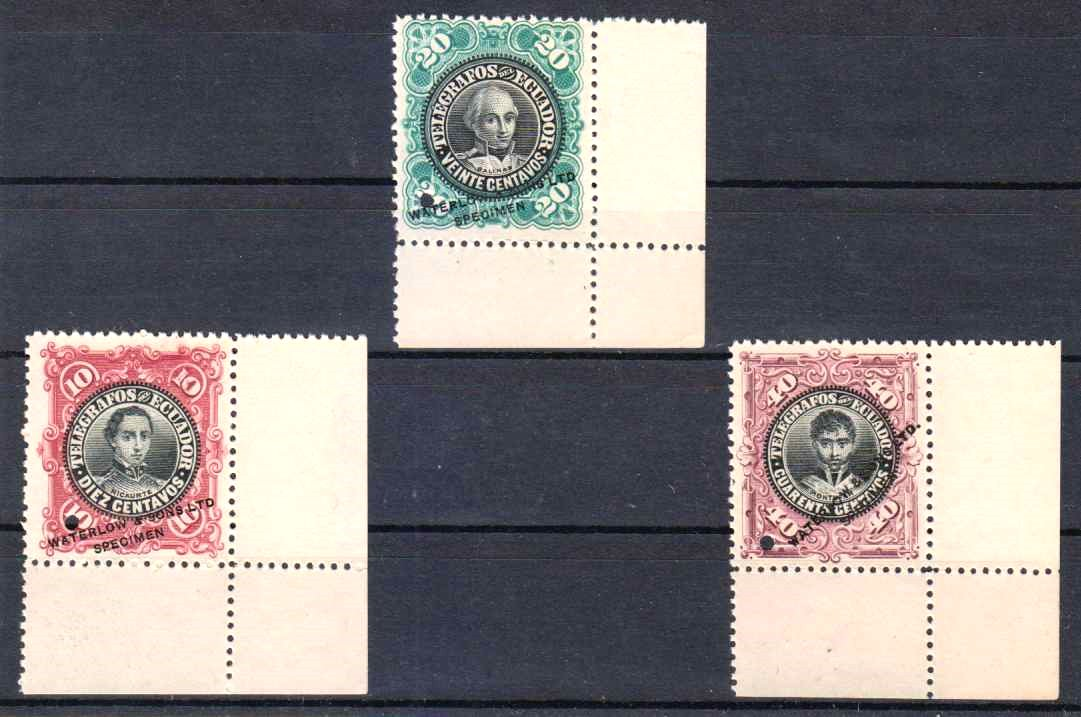
عينات طابع تلغراف إكوادورية طبعت في مطابع شركة واترلو وأولاده عام 1900

## مقترح تصميم الأمير القرين
كان طابع "مقترح تصميم الأمير القرين" نموذجًا لطابع بريدي صُنع عام 1851 مثالا على الطوابع المطبوعة سطحيًا التي اقترح هنري آرتشر طباعتها وثقبها بموجب عقد مع الحكومة البريطانية بسعر أقل من سعر شركة الطباعة بيركنز بيكون التي كانوا يتعاملون معها وأنتجت أول طابع وهو بيني بلاك. قدّم الفنان روبرت إدوارد برانستون (Q21476630) طوابع "مقال الأمير"، من نقش نفّذه صموئيل ويليام رينولدز.
على الرغم من أن الطابع يُعرف عادةً باسم "مقترح تصميم"، إلا أنه لم يكن في الواقع نموذجًا، إذ لم يكن من المقصود طبع طابع بريد بناءً على تصميمه، ولم يكن تصميمًا غير مُعتمد. بل يُوصف بدقة أكبر بأنهُ عينة عينة (Q85869058) لطابع بريدي.

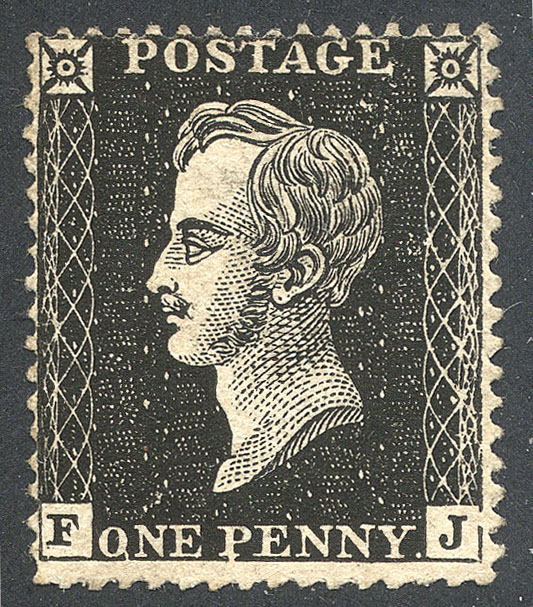
مقترح تصميم الأمير القرين بلون أسود
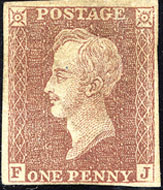
مقترح تصميم الأمير القرين بلون بني
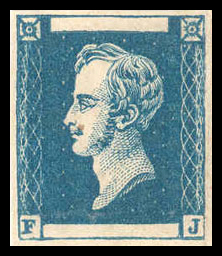
مقترح تصميم الأمير القرين بلون أزرق
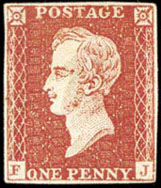
مقترح تصميم الأمير القرين بلون بني محمر

## حول العالم
لقد استعمل مفهوم "عينة طابع طابعة" في جميع أنحاء العالم مع نماذج حديثة من الطوابع من الطابعات في سويسرا وهولندا، من بين بلدان أخرى، والتي تُرى عادةً في الدوائر البريدية.